# Silke Bachmann
Silke Bachmann (* 18. Februar 1977 in Bozen, Südtirol) ist eine ehemalige italienische Skirennläuferin. Die Südtirolerin ist dreifache italienische Vizemeisterin und gehörte von 1995 bis 2005 der italienischen Skinationalmannschaft an.

## Biografie
Nach ihrem Sprung in den Nationalkader startete Bachmann zunächst im Europacup. Im Weltcup gab sie ihr Debüt am 3. Januar 1997 im Riesenslalom von Maribor, wo sie mit Rang 19 auf Anhieb die ersten Punkte gewann. Vorerst kam sie aber nur zu wenigen weiteren Weltcupeinsätzen und sie startete hauptsächlich im Europacup. In der Saison 1998/99 konnte sie sich in jedem der acht Riesenslaloms unter den besten zehn klassieren und einen davon gewinnen, womit sie in der Disziplinenwertung den zweiten Platz und im Gesamteuropacup den siebenten Rang erreichte.
Damit gelang ihr der Aufstieg in den italienischen A-Kader und ab der Saison 1999/2000 startete sie regelmäßig im Weltcup. In diesem Winter gelang ihr mit mehreren guten Ergebnissen der Anschluss an die erweiterte Weltspitze. Mit einem dritten Platz im Riesenslalom von Serre Chevalier und vier weiteren Top-10-Ergebnissen erreichte sie den zwölften Platz im Riesenslalomweltcup. In den nächsten Jahren konnte sie diese Resultate aber nicht mehr wiederholen. Sie fuhr zwar regelmäßig in die Punkteränge, in die Top 10 schaffte sie es aber nur noch einmal. Im Europacup gelangen ihr noch mehrere Podestplätze.
Zweimal nahm Bachmann an Skiweltmeisterschaften teil: Bei den Weltmeisterschaften 2001 in St. Anton am Arlberg wurde sie 14. im Riesenslalom, den Slalom konnte sie nicht beenden, und bei den Weltmeisterschaften 2003 in St. Moritz belegte sie Rang 22 im Riesenslalom. Im Jahr 2002 startete sie bei den Olympischen Winterspielen in Salt Lake City und kam auf Rang 16 im Riesenslalom und auf Rang 18 im Slalom.
Ihre sportliche Entwicklung wurde immer wieder durch schwere Verletzungen behindert. Binnen weniger Jahre musste sie drei Risse des Kreuzbandes verkraften. Vor Beginn der Saison 2005/06 verfehlte sie den teaminternen Leistungsnachweis für die italienische Weltcupmannschaft und kam nur noch bei Europacup- und FIS-Rennen zum Einsatz. Ihr letztes Rennen bestritt sie im Januar 2006.

## Erfolge

### Olympische Winterspiele
- Salt Lake City 2002: 16. Riesenslalom, 18. Slalom

### Weltmeisterschaften
- St. Anton 2001: 14. Riesenslalom
- St. Moritz 2003: 22. Riesenslalom

### Weltcup
- Ein Podestplatz, weitere fünf Platzierungen unter den besten zehn

### Europacup
- Saison 1998/99: 7. Gesamtwertung, 2. Riesenslalom
- Saison 2003/04: 11. Gesamtwertung, 4. Riesenslalom
- Ein Sieg (Slalom in Gällivare am 3. März 1999), drei zweite und fünf dritte Plätze

### Weitere Erfolge
- 1 Sieg im Nor-Am Cup (Slalom in Winter Peak am 1. Dezember 2004)
- 11 Siege in FIS-Rennen